# Zmijovka

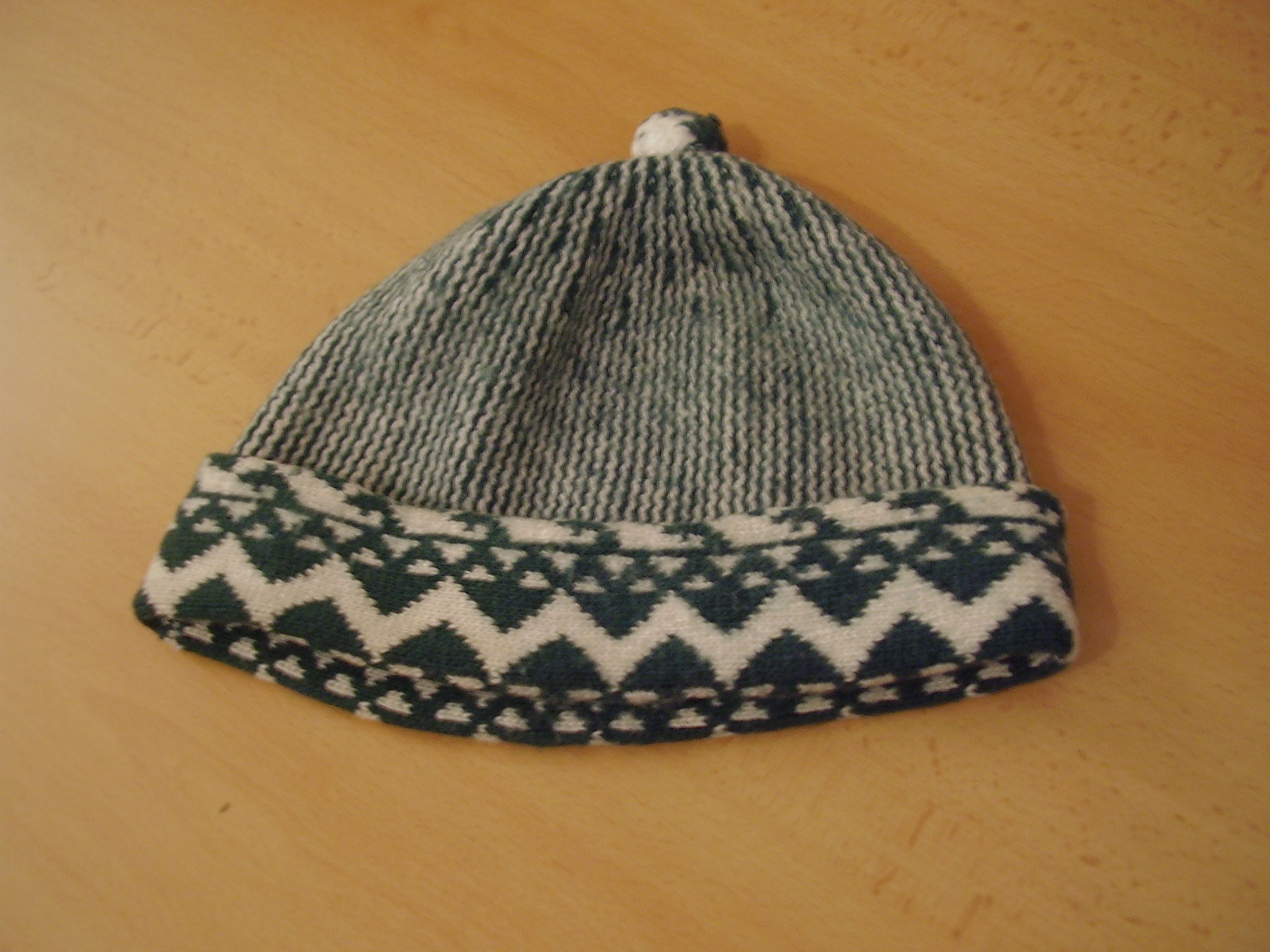
Zmijovka nebo také budajka

Zmijovka (také jako hadovka nebo pepíkovka, na Slovensku známá také jako budajka) je tradiční pletená česká čepice s až 93% podílem vlny se specifickým klikatým vzorem připomínajícím zmiji (obvykle v černobílém provedení, existují ale i četné barevné varianty). Typicky ji nosili řezníci, aby se chránili před chladem na zabijačkách a v bourárnách, ale populární byla obecně na českém venkově.

## Historie

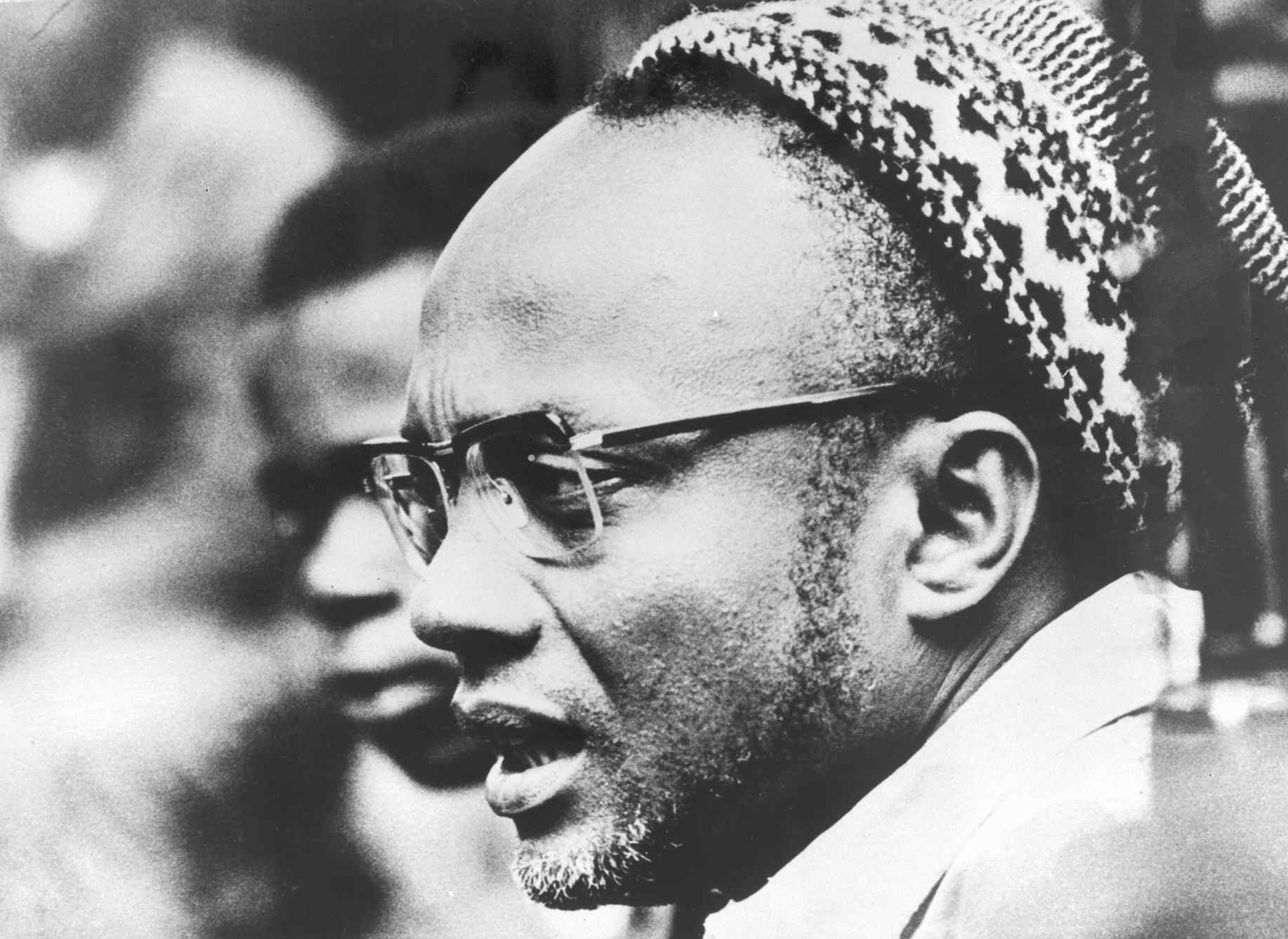
Revolucionář Amílcar Cabral s čepicí sumbia (upravenou zmijovkou)

Původ zmijovky není jasný a je o něm několik teorií (původem z Řecka, Rakouska-Uherska nebo Vsetínska). Nosit se ve větší míře ale začala až po druhé světové válce v bývalých socialistických zemích.
Jako první začala zmijovku vyrábět jihočeská firma Fezko (nebo také Fezco), která vznikla již v roce 1812. Zabývala se výrobou fezů a byla jejich největším dodavatelem do Osmanské říše. Z politických důvodů byly ale později prezidentem  Kemalem Atatürkem fezy zakázány, a Fezko se tak muselo přeorientovat na jiné produkty, jako byla například právě zmijovka. 
Jako osobitou pokrývku hlavy symbolizující odpor proti kolonistům, socialistickou revoluci a emancipaci žen ji začal v 60. letech nosit africký revolucionář Amílcar Cabral. Cabral se stal generálním tajemníkem marxistické Africké strany pro nezávislost Guineje a Kapverdských ostrovů (PAIGC) a členové jeho hnutí typicky nosili zmijovku jako svůj znak. V místním jazyce jí říkali sumbia.
Cabral se podle dobových dokumentů nejspíš již roku 1961 dostal na návštěvu právě do závodu firmy Fezko ve Strakonicích, která vyráběla čepice zmijovky speciálně upravené hlavně pro trh v muslimských zemích (vzoru chyběly typické křížky). Československo navštívil několikrát, tehdejší režim s ním měl kladný vztah díky své politické orientaci a z Československa získal i velké dodávky zbraní. Sám Cabral byl až do své smrti v roce 1973 tajným informátorem československé tajné služby. Popularita zmijovek se ale i po jeho smrti v západoafrických státech udržela.
Firma Fezko postupem času získala zahraniční majitele a v roce 2011 převzala firmu mezinárodní skupina Johnson Controls, od té doby funguje značka pod novojičínskou kloboučnickou firmou Tonak (vznikla již roku 1799). Firma vyrábí zmijovku dál celkem ve třech vzorech – Triton je jako jediný k dostání v ČR, vzory Talia a Tina se vyváží do Nigérie a Senegalu, kde ročně skončí až polovina produkce firmy. Důvody pro nošení zmijovky v afrických zemích jsou kromě politických i čistě praktické, neboť jsou tam typické velké teplotní výkyvy mezi dnem a nocí. Tonak také dále vyrábí i původní fezy, které vyváží do Nigérie, ale i armádní barety, ortodoxní židovské klobouky nebo klobouky pod licencí Stetson.

## Zmijovka v kultuře
Čepice zmijovka se objevila v mnoha slavných českých filmech jako Skřivánci na niti, Homolka a tobolka, Vesničko má středisková a Sněženky a machři, a nosil ji i eurokomisař Vladimír Špidla. Zmijovka se na Slovensku stala jedním ze symbolů Sametové revoluce (tedy Nežnej revolúcie). Svůj název budajka získala podle Jána Budaje, jednoho z aktivních vůdců revoluce, který ji nosil během chladných dní na listopadových demonstracích.
Zmijovka se neobjevuje jen v českých filmech, ale také ve filmech zahraničních. A to dokonce i v tzv. blockbusterech. Například v jednom z filmů ze série Spider-Man nebo naposledy ve Wonder Woman.   
Tato čepice se objevila i v senegalské epizodě dokumentárního seriálu S kuchařem kolem světa.